# Gunter Malle

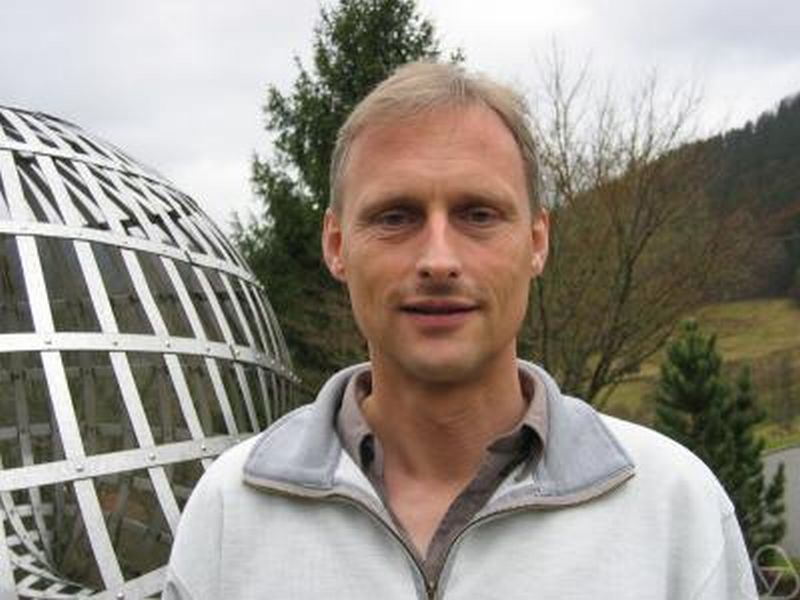
Gunter Malle, Oberwolfach 2006

Gunter Malle (* 13. Mai 1960 in Karlsruhe) ist ein deutscher Mathematiker, der sich mit Gruppentheorie, Darstellungstheorie endlicher Gruppen und Zahlentheorie befasst.

## Leben
Malle wurde 1986 an der Universität Karlsruhe bei Heinrich Matzat promoviert (Exzeptionelle Gruppen vom Lie-Typ als Galoisgruppen). Er habilitierte sich 1991 an der Universität Heidelberg und war ab 1998 Professor an der Universität-Gesamthochschule Kassel. Seit 2005 ist er Professor an der damaligen TU Kaiserslautern und nun an deren Nachfolger der Rheinland-Pfälzischen Technischen Universität in Kaiserslautern in der AG Algebra, Geometrie und Computeralgebra.
Malle forscht über lineare algebraische Gruppen und endliche Gruppen vom Lie-Typ und Lokal-Global-Vermutungen der Darstellungstheorie endlicher Gruppen (von Richard Brauer, Jonathan L. Alperin (Weight Conjecture) und John McKay).
1993 begann er eine Kollaboration mit Michel Broué und Jean Michel über Spetses (benannt nach der griechischen Insel, wo das Programm initiiert wurde). Ausgangspunkt war die Frage, ob jede endliche komplexe Spiegelungsgruppe eine Weylgruppe eines Objekts analog zu einer endlichen Gruppe vom Lietyp ist. Die unbekannten, noch zu konstruierenden Objekte nannten sie Spetses.
Er befasst sich mit der Cohen-Lenstra-Heuristik der Struktur von Klassengruppen quadratischer Zahlkörper in der algebraischen Zahlentheorie, der asymptotischen Verteilung von Galoisgruppen von Zahlkörpern und mit dem Umkehrproblem der Galoistheorie.

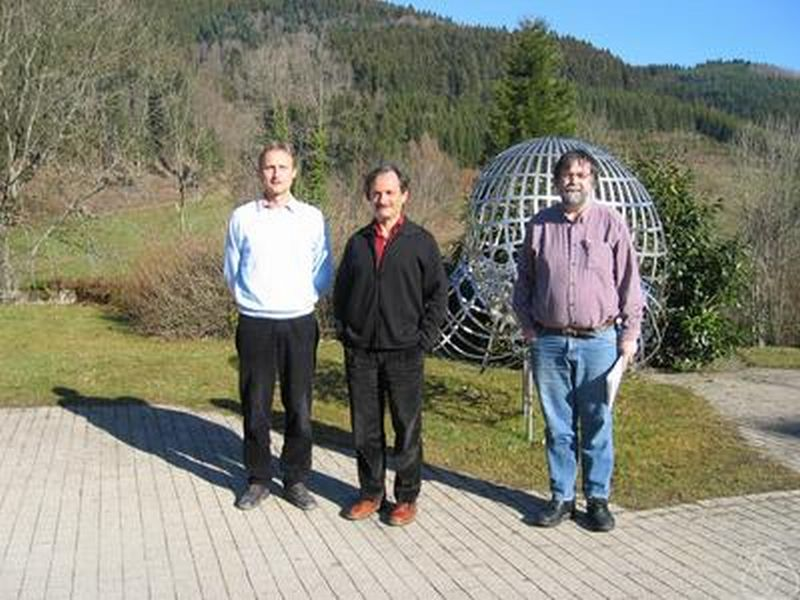
Malle (links), Michel Broué, Jean Michel, Oberwolfach 2004

1998 war er Invited Speaker auf dem Internationalen Mathematikerkongress in Berlin (Spetses).
1994 erhielt er den Alexander-von-Humboldt-Forschungspreis für deutsch-französische wissenschaftliche Zusammenarbeit. 2011 erhielt er einen ERC Advanced Grant.

## Schriften (Auswahl)
- mit Olivier Dudas: Modular irreducibility of cuspidal unipotent characters, Invent. Math., Band 211, 2018, S. 579–589
- mit Britta Späth: Characters of odd degree, Annals of Math., Band 184, 2016, S.  869–908,
- mit Caroline Lassueur, Elisabeth Schulte: Simple endotrivial modules for quasi-simple groups, J. reine angew. Math., Band 712, 2016, S.  141–174
- mit Radha Kessar: Quasi-isolated blocks and Brauer’s height zero conjecture, Annals of Math., Band 178, 2013, S. 321–384
- mit Robert Guralnick: Products of conjugacy classes and fixed point spaces, J. Amer. Math. Soc., Band 25 2012, S. 77–121
- mit Donna Testerman: Linear algebraic groups and Finite Groups of Lie Type, Cambridge University Press 2011
- mit Marty Isaacs, Gabriel Navarro: A reduction theorem for the McKay conjecture, Invent. Math., Band 170, 2007, S.  33–101
- mit Jürgen Klüners: Counting nilpotent Galois extensions, J. reine angew. Math., Band 572, 2004, S. 1–26
- mit Heinrich Matzat: Inverse Galoistheorie, Springer Verlag 1999
- mit Michel Broué, Raphaël Rouquier: Complex reflection groups, braid groups, Hecke algebras, J. reine angew. Math., Band 500, 1998, S. 127–190
- mit Michel Broué, Jean Michel: Représentations unipotentes génériques et blocs des groupes réductifs finis, Société Mathématique de France, 1993 (mit Anhang von George Lusztig)
- Exceptional groups of Lie type as Galois groups, J. reine angew. Math., Band 392, 1988, S. 70–109